# Kléber (football, 1990)
Pour les articles homonymes, voir Kléber (homonymie).
Kléber Laude Pinheiro, plus connu sous le nom de Kléber  (né le 2 mai 1990 à Estância Velha), est un footballeur brésilien, qui occupe le poste d'attaquant.

## Biographie

### Ses débuts au Brésil
Kléber commence sa carrière à l'Atlético Mineiro. Il joue son premier match contre Belo Horizonte.

### Le Portugal
Lors de la saison 2009-2010, il est prêté à Maritimo. Il débute avec sa nouvelle équipe le 20 septembre face à Madère. Il termine la saison avec 8 buts en 20 matchs puis est reprêté dans le même club la saison suivante.
Le 4 juillet 2011, il signe un contrat de cinq ans au FC Porto pour 2,3 millions d'euros. Il inscrit 5 buts en 5 matchs de préparation. Il inscrit un but contre le   Shakhtar Donetsk en Ligue des champions.

## Carrière en sélection
Le 22 septembre 2011, il est convoqué avec l'équipe du Brésil pour les matchs amicaux face au Costa Rica et au Mexique.
Le 10 novembre 2011, grâce à ses bonnes performances à Porto, il joue son premier match avec la sélection brésilienne contre le Gabon.

## Palmarès
- Championnat du Portugal : 2012 et 2013